# Moeselkapel
De Moeselkapel is een kapel in de wijk Moesel  van de stad Weert in de Nederlandse gemeente Weert. De kapel staat aan de Irenelaan op de hoek met de René van Chalonstraat aan het Moeselplein.
Op ongeveer 500 meter naar het noordwesten staat de Verrezen Christuskerk.
De kapel is gewijd aan de heilige Maria, specifiek aan Onze-Lieve-Vrouw van Lourdes.

## Geschiedenis
Op 5 mei 1912 werd de kapel ingezegend. De kapel zou zijn ontstaan toen men met de boerenbruiloft in een melkerij een "kapel" maakte. Niet veel later werd er een echte kapel gebouwd en opgedragen aan Onze-Lieve-Vrouw van Lourdes. De kapel trok vele gelovigen en werd een bedevaartsoord.
In latere jaren werd de kapel meermaals gerestaureerd.

## Bouwwerk
De bakstenen kapel bestaat uit een vierkante klokkentoren, een schip met vier traveeën en een koor met een travee en halfronde koorsluiting. De toren wordt gedekt door een tentdak en heeft twee geledingen, waarbij er aan drie zijden een groot wit kruis bevestigd is. Het schip wordt gedekt door een zadeldak, evenals het koor met een zadeldak onder een verlaagde noklijn. Links en rechts van de traveeën van het schip en koor zijn er steunberen aangebracht en in iedere travee is een rondboogvenster geplaatst. In de gevels van de traveeën van het schip is elk een rondboog aangebracht. In de halfronde koorsluiting is in het midden een rond venster aangebracht en links en rechts daarvan twee rondboogvensters. De toegang tot de kapel bevindt zich in de toren.
In het koor van de kapel is achter het altaar een Lourdesgrot gemaakt.